# Sinfonia n. 5 (Beethoven)
La Sinfonia n. 5 in do minore Op. 67 fu composta da Ludwig van Beethoven fra il 1804 e il 1808. Fu eseguita per la prima volta il 22 dicembre 1808 al Theater an der Wien, in una serata musicale che non ebbe particolare successo, forse a causa del freddo e della lunghezza del programma. I primi abbozzi dell'opera risalgono a ben quattro anni prima del suo completamento. Si tratta, in effetti, del lavoro sinfonico di Beethoven che ebbe la gestazione più lunga e travagliata (i primi abbozzi nascono quando l'autore stava ancora lavorando alla Sinfonia n. 3, mentre la conclusione del lavoro s'intreccia con la composizione della Sinfonia n. 6). È una delle più grandi e acclamate sinfonie della storia della musica.
La sinfonia fu dedicata al principe Andrej Kyrillovic Razumovskij e al principe Joseph Franz Maximilian von Lobkowicz, amici del compositore e suoi grandi sostenitori.

## Movimenti

### Allegro con brio
Il primo movimento, Allegro con brio, è la pagina più celebre e drammatica scritta da Ludwig van Beethoven: inizia con il famoso motivo di quattro note (riportato qui sopra) che, secondo le parole di Beethoven come riportate da Anton Schindler, rappresenterebbe "il destino che bussa alla porta", popolarmente interpretato come l'inquietudine per la sordità crescente. Strutturalmente, si tratta di un movimento in forma-sonata, dove il tema principale deriva integralmente da questo motivo iniziale di quattro note; lo stesso tema secondario, esposto, conformemente alle regole scolastiche, in Mi bemolle maggiore (che è per l'appunto la tonalità relativa maggiore di Do minore), appare contrappuntato dal motivo iniziale della sinfonia e rimane del tutto escluso dal successivo sviluppo, basato esclusivamente sul primo tema.
ANALISI
Il metro musicale di questo primo movimento è due quarti; la tonalità di base è do minore. La struttura formale è quella classica della forma sonata: Esposizione (battute 1 - 124) - Sviluppo (battute 125 - 248) - Riesposizione e Finale (battute 248 - 502). Gerald Abraham divide in modo lievemente diverso questo movimento: Esposizione 124 battute; Sviluppo 123 battute; Ripresa 126 battute; Coda 129 battute; il numero delle battute per ogni sezione dimostrando l'estremo equilibrio delle varie parti del primo tempo di questa sinfonia.

#### Esposizione
L'esposizione inizia subito con il famoso tema in do minore: tre crome seguite da una minima con punto coronato. Questo inciso di quattro note viene ripetuto un tono più basso prolungando ulteriormente l'ultima nota. La strumentazione comprende gli archi e i clarinetti. L'armonizzazione è quella classica: tonica (do minore) - settima di dominante (sol maggiore settima). [batt. 1-5]
A misura 6 inizia una prima elaborazione del tema con l'inciso che "rimbalza" tra le varie sezioni degli archi in un crescendo che alla fine comprende tutta l'orchestra. A misura 22 ritorna in fortissimo il tema preparato nella battuta precedente da un accordo di sol maggiore (dominante). Ritornano le entrate differite degli archi: introducono una transizione modulante a chiusura della prima parte dell'esposizione.
L'entrata del tema secondario (misura 59), sulla tonalità di mi bemolle maggiore (tonalità relativa maggiore di do minore) è preceduto da una "brusca modulazione": un accordo di settima diminuita a cui fa seguito un accordo di si bemolle maggiore (dominante del mi bemolle maggiore - dominante secondaria). Il tema secondario, una delicata melodia dei violini primi, preceduti da uno squillo del corno ricavato dall'inciso iniziale, si sviluppa in modo disteso e cantabile. [batt. 56-66]
Per alcuni commentatori il secondo tema inizia con le quattro battute precedenti dei corni. In questo caso il collegamento con il primo tema è ancora più stretto. In tutti i casi questo secondo tema, "anziché configurarsi come un secondo tema antagonista, si riallaccia, sia nella tonalità, sia nel profilo, alle immagini epiche e sofferte dell'Eroica". L'esposizione del secondo tema prosegue disteso e cantabile. Il tema stesso viene ripetuto 6 volte su un continuo crescendo sia dinamico che strumentale, ma già alla terza battuta del tema secondario (misura 65) ricompare agli archi bassi l'inciso del tema fondamentale (tre crome sulla dominante si bemolle - rispetto alla tonalità del secondo tema - e una semiminima sulla tonica mi bemolle). Il crescendo si sviluppa pienamente nell'Epilogo di misura 94 dove per mezzo di ripetute iterazioni il primo tema riprende il controllo completo dell'Esposizione. L'epilogo si conclude con tre enunciazioni del tema fondamentale sulla tonalità di mi bemolle maggiore (misure 117 - 122). Il segno di ritornello indica la ripetizione integrale dell'Esposizione.

#### Sviluppo
Lo Sviluppo (da battuta 125) elabora subito il tema fondamentale. Sono i clarinetti e i corni che all'unisono in fortissimo ripropongono per primi l'inciso di quattro note. La quarta nota, protratta per tre battute, è un sol che diventa la dominante dell'accordo iniziale dello sviluppo: do minore. In realtà l'ambiente armonico di questa prima parte dello sviluppo è la dominante della sottodominante (fa minore), per cui il do minore è la sua dominante. Quindi l'inciso incomincia a rimbalzare, iniziando dagli archi, tra tutte le voci dell'orchestra. [batt. 125-134]
Qui "è il momento di maggior intensificazione drammatica della Sinfonia, là dove sono più vividi i contrasti armonici, le opposizioni motivico-dinamiche e più marcata la densità contrappuntistica". Un crescendo porta a una prima acme espressiva delle battute 168 e seguenti. In questa fase vengono proposti accordi sulla sopradominante e mediante. Per tre volte appare la testa (le prime tre note) del secondo tema (misure 180, 189 e 196). L'ultima ripresa del secondo tema segna l'inizio di una progressiva sospensione della tensione. Questa è realizzata da una serie di minime, alternate tra gli archi e i fiati, con una continua dinamica in decrescendo e un contemporaneo assottigliamento dell'organico strumentale. Inizialmente il basso sale di un tono, poi si fissa sul fa diesis. Su questa nota di base a misura 229 esplode improvvisamente in fortissimo l'inciso delle quattro note seguito dalla testa del secondo tema. Con un repentino pianissimo riprende l'alternanza delle minime e il basso si fissa sul si naturale. Da questa nota, passando per il la bemolle (misura 240) ritorna in fortissimo la testa del tema fondamentale su un accordo della sottodominante (fa minore).

#### Riesposizione e finale
Ritorna (alla tonica) la doppia esposizione dell'inciso (da misura 248). Simmetricamente all'Esposizione, il tema principale viene elaborato fino ad una brusca fermata in fortissimo a tutta orchestra dalla quale emerge un delicato recitativo in sol maggiore dell'oboe (misura 268). Ritorna il tema principale e riprende la transizione (come nell'esposizione) verso il secondo tema. Questo è preparato a misura 302 da un accordo di sol maggiore (dominante maggiore) in quanto l'ambiente armonico, nella ripresa del secondo tema (da misura 307), deve essere quello della tonica (do maggiore - tonica maggiore in questo caso). Mentre nell'Esposizione erano i corni ad annunciare la seconda idea tematica, qui sono i fagotti. Il cambio strumentale, probabilmente, è dettato dal fatto che all’epoca di Beethoven i corni naturali erano strumenti dalle possibilità limitate e quindi impossibilitati ad eseguire la frase voluta dall’Autore (inoltre gli esecutori non avrebbero avuto il tempo per cambiare strumento). Tutta la ripresa dell'Epilogo (da misura 346 a misura 397) avviene nel modo maggiore (do maggiore).
L'Epilogo non conclude il primo tempo, ma prepara il Finale. Un accordo di sesta napoletana, fa - la bemolle - re bemolle, a misura 382, presentato da tutta l'orchestra in fortissimo, a cui fa eco l'inciso fondamentale in piano (corni, fagotti e clarinetti con le medesime note dell'accordo precedente: fa e la bemolle) precede un'altra esplosione dell'orchestra con l'accordo di do diminuito (o sol bemolle diminuito). seguito dall'eco dei fiati. A questo punto inizia il Finale vero e proprio. A misura 398 ritorna la testa del secondo tema seguito a breve da continui riferimenti al tema principale. In questa fase dello sviluppo l'inciso ritmico del primo tema partecipa ad un elaboratissimo contrappunto su un continuo dialogo fra le varie parti orchestrali, soprattutto fra archi e fiati. Il tema fondamentale riappare chiaramente a misura 478 preceduto da un classico "pedale di dominante" (il sol tenuto dagli archi dalla battuta 470 alla battuta 477). Qui, sull'enfatica e fragorosa reiterazione del "motto", si raggiunge il climax di tutto il movimento. Ora, il tema principale non viene più abbandonato fino alla fine del movimento.

#### Schema riassuntivo
| Parte       | Sezione                       | Sottosezione          | Grado                       | Tonalità                         | Battute:da-a |
| ----------- | ----------------------------- | --------------------- | --------------------------- | -------------------------------- | ------------ |
| Esposizione | Tema principale               | Tema                  | I (tonica)                  | do minore                        | 1 – 5        |
| Esposizione | Tema principale               | Elaborazione del tema | I (tonica) => V (dominante) | do minore => sol minore          | 6 - 21       |
| Esposizione | Ponte modulante               |                       | => VII                      | => si bemolle magg.              | 22 - 58      |
| Esposizione | Seconda idea                  |                       | Relativo maggiore           | mi bemolle magg.                 | 59 - 93      |
| Esposizione | Epilogo                       |                       | Relativo maggiore           | mi bemolle magg.                 | 93 - 124     |
| Sviluppo    | Sviluppo del "motto"          |                       | IV (sottodom.)              | do minore (dom. della sottodom.) | 125 - 179    |
| Sviluppo    | Entrata del secondo tema      |                       | V (dom.) / I (tonica)       | sol min. / do min.               | 180 - 195    |
| Sviluppo    | Cadenza finale dello sviluppo |                       | => IV (sottodom.)           | => fa min.                       | 196 - 247    |
| Ripresa     | Tema principale               | Tema                  | I (tonica)                  | do minore                        | 248 - 252    |
| Ripresa     | Tema principale               | Elaborazione del tema | I (tonica) => V (dominante) | do minore => sol maggiore        | 253 - 269    |
| Ripresa     | Ponte modulante               |                       | => V (dom.)                 | => sol magg.                     | 270 - 302    |
| Ripresa     | Seconda idea                  |                       | Modo maggiore               | do magg.                         | 303 - 345    |
| Ripresa     | Epilogo                       |                       | Modo maggiore               | do magg.                         | 346 - 397    |
| Finale      | Tema principale               |                       | I (tonica)                  | do minore                        | 398 - 502    |

### Andante con moto
Il secondo movimento ("Andante con moto") è un andante in La bemolle maggiore, che introduce un clima di distensione, anche se non mancano le reminiscenze ritmiche del motivo iniziale della sinfonia. Le parti più attive di questo movimento sono esposte in Do maggiore; protagonisti sono gli ottoni. Interessante è la strutturazione delle esposizioni delle parti attive del movimento: nella prima esecuzione, violini e viole accompagnano suonando gli accordi di Do maggiore e Sol maggiore, in terzine, con una consequenziale sensazione di lentezza ma di marcia; la seconda esecuzione, sempre di violino e viola, prevede l'utilizzo di quartine al posto di terzine, dando maggiore movimento alla parte; la terza esecuzione, invece, prevede che i violini e le viole ridiventino coprotagonisti.
ANALISI
Il metro musicale di questo secondo movimento è tre ottavi; la tonalità di base è la bemolle maggiore; inaspettatamente una terza sotto rispetto alla tonalità del primo movimento. La struttura formale è un libero "Tema e Variazioni" (le variazioni sono quattro e iniziano alle battute 49, 99, 167 e 205); ma si può anche intravedere una forma sonata "allargata" con alcune variazioni. La seconda parte del tema (o secondo periodo) può essere interpretato anche come un secondo tema. In effetti per altri commentatori si tratta di un doppio tema con variazioni. Questo Andante con moto "corrisponde ad un momento di stacco emotivo, con due temi cantabili di matrice popolare" Dei due temi è il primo che viene più volte ripreso e variato sia melodicamente che ritmicamente. Notevole è l'uso dell'elaborazione ritmica del primo tema: dalle semicrome puntate della prima esposizione, si passa (nella variazione due) alle semicrome semplici e legate e quindi ridotto ulteriormente nelle biscrome legate della terza esposizione.

#### Tema
Il'Tema si presenta subito con una melodia dolce e leggiadra esposta dalle viole e violoncelli all'unisono contrappuntata dal pizzicato dei contrabassi. La tonalità è la bemolle maggiore confermata dalla finale doppia cadenza autentica dominante (mi bemolle maggiore) - tonica (la bemolle maggiore). In questo tema si riscontra una particolare tendenza al ritmo puntato (ritmo di semicroma), un carattere propizio al passo di marcia. In effetti in questo movimento si nota una lenta e progressiva evoluzione verso sonorità marziali, quasi delle parate militari.[batt. 1-10]
Questa linea melodica appena esposta è il "primo periodo" del tema principale. In effetti a misura 22 appare un "secondo periodo" del tema principale; o altrimenti (secondo altri commentatori) il "secondo tema principale". Questo si presenta dopo una breve transizione (misure 10 - 22) nella quale viene ripetuta variata l'ultima frase del tema appena esposto. A misura 14 appare una "sospirosa" terzina che "ripetuta dai flauti e dai violini, stabilisce un'atmosfera di attesa, favorevole all'entrata" del secondo soggetto.
Il secondo periodo (o secondo tema principale o secondo tema) consiste in una pacata melodia esposta dai clarinetti e dai fagotti accompagnata dagli archi. Le prime tre note sono simili alle prime tre note del primo tema. Quindi non si tratta di un vero e proprio secondo tema, ma di un suo ulteriore sviluppo. La tonalità continua ad essere quella di base (la bemolle maggiore). In una struttura a "forma sonata" il secondo tema di norma dovrebbe essere esposto alla dominante (mi bemolle maggiore). Se il primo soggetto risulta ascendente e dal ritmo puntato, questo è discendente e legato.[batt. 22-26]
Alla fine della frase una modulazione (o procedimento enarmonico) introduce la tonalità del terzo grado (do maggiore). Appare quindi (a misura 33) in fortissimo una versione "marziale" del secondo periodo condotta soprattutto dagli ottoni. Chiude l'esposizione del tema principale una sommessa frase di collegamento (o riconduzione). Quest'ultima frase è una modulazione assai suggestiva per moto contrario (moto ascendente: violini primi e primo fagotto; moto discendente secondo fagotto e resto degli archi) più volte verrà ripresa per collegare le variazioni tra di loro. [batt. 40-48]

#### Prima variazione
La Prima Variazione si sviluppa dalla misura 49 alla misura 98 e consiste in una diminuzione del tema. Qui Beethoven realizza una melodia fluente "in cui il primo tema è letteralmente diluito nel moto denso di semicrome dipanato da viole e violoncelli - mentre il clarinetto vi sovrappone la sua voce piena e pastosa" Ritorna l'armonia della tonica (la bemolle maggiore). [batt. 49-55]
Il tema si chiude con la ripetizione (una transizione verso la fase successiva) dell'ultima frase (misure 59 - 71). A misura 71 viene ripreso il secondo periodo con pochissime varianti rispetto alla prima volta compreso lo sviluppo marziale in maggiore. Segue quindi un frase di collegamento (misure 87 - 98) le cui figure di accompagnamento acquistano una maggiore complessità.

#### Seconda variazione
La Seconda Variazione si sviluppa dalla misura 99 alla misura 166 presentando il tema in una ulteriore diminuzione. Il "primo periodo" viene ripetuto tre volte: (1) a misura 99 dalle biscrome delle viole e violoncelli; (2) a misura 106 con i violini primi; (3) a misura 114 con i violoncelli e i contrabassi. In quest'ultima ripetizione prende parte l'intera orchestra con la dinamica forte. La tonalità è sempre quella di base (la bemolle maggiore). [batt. 97-106]
Dopo le tre ripetizioni del "primo periodo" una transizione o ponte modulante (misure 123 - 147) porta direttamente all'esposizione del "secondo periodo" nella tonalità di do maggiore (tonalità del terzo grado). La transizione è basata su una cellula melodica nella tonalità di mi bemolle maggiore settima (settima di dominante), derivata da quella della prima transizione, che rimbalza in contrappunto tra i vari legni, mentre l'armonia si stabilizza sulla tonalità di sol maggiore settima (dominante in preparazione del do maggiore seguente).[batt. 129-146]
Il "secondo periodo" (misure 147 - 158) viene riproposto in do maggiore direttamente nella versione marziale ora con l'organico orchestrale al completo e con poche varianti (la cellula finale viene riproposta tre volte e non due come nella prima esposizione). Segue la frase di collegamento (o riconduzione) alla variazione successiva: un pedale sulla dominante. Questa si basa ancora una volta sull'inciso ritmico del tema marziale, ma alle semiminime con punto e legate si sostituiscono prima delle terzine di semicrome puntate e quindi delle quartine di biscrome.

#### Terza variazione
La Terza Variazione si sviluppa dalla misura 167 alla misura 205. Viene riproposto, dai legni a note staccate, il "primo periodo" in minore (la bemolle minore). Qui siamo ormai lontani dalla prima presentazione del tema: "il ritmo è di marcia e l'incedere è nobile e solenne sostenuto dal ben scandito pizzicato degli archi". La frase alla fine modula alla dominante (mi bemolle maggiore) e una breve transizione (misure 176 - 184) riporta il "primo periodo" in fortissimo nella tonica (la bemolle maggiore). La ripetizione dell'ultima frase viene utilizzata come in precedenza per collegare l'ultima variazione.

#### Quarta variazione
La Quarta Variazione si sviluppa dalla misura 205 alla fine ed è quasi una "coda finale", ma anche un "epilogo". Il tempo cambia: Più mosso. A questa variazione partecipa solamente il "primo periodo" e neppure nella sua forma completa (le prime 3 misure). Su un pedale di tonica (la bemolle) degli archi al completo è il fagotto che propone il tema, proseguono gli archi in crescendo con il completamento dei legni in fortissimo. Il discorso musicale si riprende per chiudere con la classica successione di accordi dominante-tonica dopo un ulteriore pedale (e arpeggi) sulla tonica.

#### Schema riassuntivo
| Parte                              | Sezione                             | Grado                            | Tonalità                                      | Battute:da-a |
| ---------------------------------- | ----------------------------------- | -------------------------------- | --------------------------------------------- | ------------ |
| Esposizione                        | Primo periodo                       | I (tonica)                       | la bemolle maggiore                           | 1 – 10       |
| Esposizione                        | Transizione                         | V (dominante) => I (tonica)      | mi bemolle magg. => la bemolle magg.          | 10 - 22      |
| Esposizione                        | Secondo periodo                     | I (tonica)                       | la bemolle maggiore                           | 22 - 31      |
| Esposizione                        | Secondo periodo (versione marziale) | III (mediante)                   | do maggiore                                   | 31 - 38      |
| Esposizione                        | Ponte di collegamento               | (modulazione per moto contrario) |                                               | 38 - 49      |
| Prima variazione                   | Primo periodo                       | I (tonica)                       | la bemolle maggiore                           | 49 - 71      |
| Prima variazione                   | Secondo periodo                     | I (tonica)                       | la bemolle maggiore                           | 71 - 80      |
| Prima variazione                   | Sviluppo marziale                   | III (mediante)                   | do maggiore                                   | 80 - 87      |
| Prima variazione                   | Ponte di collegamento               | (modulazione per moto contrario) |                                               | 87 - 99      |
| Seconda variazione                 | Primo periodo                       | I (tonica)                       | la bemolle maggiore                           | 99 - 123     |
| Seconda variazione                 | Transizione                         | V (dominante) => VII (sensibile) | mi bemolle magg. settima => sol magg. settima | 123 - 147    |
| Seconda variazione                 | Secondo periodo (marziale)          | III (mediante)                   | do maggiore                                   | 147 - 158    |
| Seconda variazione                 | Ponte di collegamento               | V (dominante)                    | mi bemolle maggiore                           | 158 - 167    |
| Terza variazione                   | Primo periodo con ponti modulanti   | I (tonica minore)                | la bemolle minore                             | 167 - 173    |
| Terza variazione                   | Transizione                         | V (dominante) => I (tonica)      | mi bemolle magg. => la bemolle magg.          | 173 - 185    |
| Terza variazione                   | Primo periodo (marziale)            | I (tonica)                       | la bemolle maggiore                           | 185 - 191    |
| Terza variazione                   | Ponte di collegamento               | V (dominante)                    | mi bemolle maggiore                           | 191 - 204    |
| Quarta variazione (Coda o Epilogo) | Primo periodo                       | I (tonica)                       | la bemolle maggiore                           | 205 - 247    |

### Allegro
Il terzo e quarto movimento della sinfonia sono uniti fra loro senza soluzione di continuità, una scelta musicalmente piuttosto rara per l'epoca. Il terzo movimento Beethoven, a differenza del solito, non intitola Scherzo). Probabilmente nelle intenzioni dell'Autore s'individua la volontà di escludere elementi di folclore o di evasione "e che il brano si presenti come una continuazione di una vicenda morale, narrata e sviluppata nei due tempi iniziali". Il tema principale viene esposto in fortissimo e riprende, variandolo, il motivo iniziale del primo movimento. Nella sezione centrale, in tonalità maggiore, violoncelli e contrabbassi suonano all'unisono in passaggi virtuosistici. A questa sezione segue la ripresa, in cui il tema iniziale è esposto questa volta piano, che sfocia in un ponte modulante che conduce direttamente al Finale ("Allegro").
ANALISI
Il metro musicale di questo terzo movimento è tre quarti; la tonalità di base è do minore. L'indicazione agogica (o tempo) indicata è “Allegro”. La struttura formale è quella di uno Scherzo (misure 1 - 140) con Trio (misure 140 - 235) con relativa ripresa dello scherzo (misure 236 - 323). Le ultime 49 misure (da 324 a 373) sono dedicate al collegamento con l'ultimo movimento.

#### (Scherzo)
Lo Scherzo è basato su due elementi tematici: una misteriosa frase introduttiva (misure 1 - 18) seguita da un tema breve e incisivo (misure 19 - 45). La frase introduttiva (o primo tema) consiste in un nebbioso arpeggio ascendente dei violoncelli e contrabassi sulla tonica (do minore) concluso dai legni e violini su un accordo di dominante (sol maggiore). In queste note, la salita, dalle profondità, del canto legato pianissimo dei contrabassi e violoncelli, sembra che "l'anima s'interroga sul significato della lotta". [batt. 1- 8]
La frase introduttiva (o prima parte del tema dello Scherzo) viene ripetuta in modo quasi identico. Appare un secondo elemento tematico "più netto e deciso nello squillo dei corni, in realtà una variante del motto del destino del primo movimento". Questo ritmo, tre brevi e una lunga, e il possente richiamo dei corni, non è altro che un elementare grido di battaglia. L'armonia, dalla tonica (do minore), modula alla sensibile (si bemolle minore) passando per la mediante (mi bemolle minore), quest'ultima essendo la sottodominante di si. [batt. 19-45]
A misura 45 inizia la fase di sviluppo o elaborazione del tema dello scherzo. Qui si assiste ad uno scambio continuo fra i due elementi (confronto dialettico) che di volta in volta appaiono nelle varie sezioni dell'orchestra. Questo scontro fra le due entità, realizzato in un superbo intreccio tra archi e fiati, da alcuni commentatori è visto come la contrapposizione dell'uomo al destino.
L'armonia riprende, con il primo tema (a misura 45), da dove è rimasta: si bemolle minore. La frase si chiude (a misura 52) sul fa maggiore (dominante di si). La seconda proposta del primo tema viene subito contrappuntata da un lungo pedale (misure 60 - 70) sulla dominante principale (sol) dell'oboe e dei corni. L'orchestra al completo, in forte, propone, quasi all'unisono, il secondo tema. L'armonia però, quasi subito (misura 79), su un fortissimo, modula alla tonica maggiore. Dopo alcuni sforzando, un decrescendo, e alcune oscillazioni tra i modi minore e maggiore, ritorna il primo tema (a misura 97), in pianissimo, sulla tonica principale (do minore). Segue una fase finale dove i violini, producendosi in una serie di quartine di crome (da misura 116), per la prima volta abbandonano le minime e semiminime. Il secondo tema in fortissimo sulla tonica (do minore) chiude questa prima parte del movimento.

#### (Trio) e ripresa
Anche la fase successiva, nominata usualmente come "trio", è senza indicazione. Si tratta di un "pressante fugato affidato ai poco disinvolti contrabassi e violoncelli" Una soluzione, questa del fugato, che "si allontana molto dal tipo di quasi tutti i terzi tempi delle Sinfonie classiche". Il tema, in do maggiore, appare quattro volte: nelle misure 140 (violoncelli e contrabassi), 146 (viole e fagotto), 152 (violini secondi) e 154 (violini primi). La linea melodica di questo fugato termina in "una ulteriore citazione, rapida e ribadita, in chiave ad un tempo irosa e umoristica, della formula tre brevi-una lunga". La conclusione dell'esposizione del fugato (a misura 160) è nella tonalità della dominante (sol maggiore).[batt. 141-160]
"Questo contrappunto forte e in maggiore suggerì a Berlioz la grottesca ma felice immagine di una danza di elefanti". Il successivo sviluppo del fugato (misura 160) continua con lo stesso tono ironico e scherzoso, quasi grottesco. La tonalità è la dominante (sol maggiore).
Anche la ripresa del trio, molto breve, a misura 197, inizia con un pedale sulla dominante (sol maggiore) dei violoncelli. Notevole è la soluzione timbrica della fine del trio (misure 210 - 235): "il soggetto punta verso l'alto, trasmigra dal gruppo dei violoncelli-contrabassi a quello dei violini, poi su fino al primo flauto; infine, come deprivato del peso, si spegne gradualmente in un pizzicato".
Con la ripresa dello scherzo ritorna la misteriosa frase introduttiva dei violoncelli e contrabassi (misura 236). Lo sviluppo tonale è lo stesso: da do minore a sol maggiore. Ed è su questo accordo che riappare, a misura 256, dopo un poco ritardando e quindi a tempo, il "secondo elemento tematico" in "pianissimo" nella voce del clarinetto. La solennità della prima esposizione del secondo tema è scomparsa, qui passa quasi inosservato, alleggerito nelle solitarie voci dei legni. Gli archi (violini primi e secondi) ora propongono una variazione timbrica: un pizzicato immobile sul ritmo del secondo tema (quasi un pedale). L'ambito armonico oscilla tra tonica (do maggiore), dominante (sol maggiore) e sottodominante (fa minore), quest'ultima poco prima di una breve riapparizione al fagotto del primo elemento tematico (misura 280). Da misura 285 a misura 323 si ha la conclusione del movimento: prosegue l'elemento timbrico del pizzicato in pianissimo degli archi; spezzoni del primo e del secondo tema appaiono e scompaiono; l'atmosfera si fa sempre più rarefatta; l'ambiente armonico è la tonica (do minore). "La grande attesa sta per cominciare". "Questo pianissimo, in minore, conduce ad uno dei più grandi effetti ottenuti da Beethoven." Infatti la "coda dello scherzo" non finisce qui ma si riattacca in modo magistrale al finale della sinfonia. Vediamo, dal lato tecnico, come questo effetto è raggiunto.
A misura 324 cambia completamente la timbrica: si "entra" nella fase di collegamento all'ultimo movimento. Il timpano, in pianissimo, scandisce, un pedale sulla nota do, la ritmica del secondo tema dello scherzo mentre gli archi in ppp "tengono pietrificati" per 54 battute le note do e fino alla misura 338 la nota la bemolle. La tonalità in questa fase è la bemolle maggiore "così che l'orecchio crede si stia preparando un cambiamento di tono senza però riuscire a prevedere dove si andrà a finire". La ritmica del timpano diventa sempre più insistente e cambia continuamente dalle iniziali tre semiminime per battuta ad una semiminima intervallata prima da due pause e poi da una sola pausa di semiminima. A misura 339 i violini primi propongono le prime tre misure del "tema misterioso", mentre il timpano continua il ritmo del secondo tema (in forma di pedale). Anche questo spezzone del primo tema viene presentato con una frequenza sempre più compressa. A metà di questa fase (misura 350) la tonalità cambia in do minore e quindi a misura 355 in do maggiore. Le ultime misure (366 - 373) vedono l'entrata progressiva di tutti gli strumenti dell'orchestra e al culmine, dopo un poderoso crescendo, una classica modulazione alla settima di dominante (sol maggiore settima - le note sono: sol si re fa) sfocia, senza soluzione di continuità, nell'ultimo movimento. [batt. 324-356]

#### Schema riassuntivo
| Parte                            | Sezione                | Sottosezione | Grado                                        | Tonalità                                          | Battute:da-a |
| -------------------------------- | ---------------------- | ------------ | -------------------------------------------- | ------------------------------------------------- | ------------ |
| (Scherzo)                        | Esposizione dei temi   | Primo tema   | I (tonica) => V (dominante)                  | do minore => sol maggiore                         | 1 – 18       |
| (Scherzo)                        | Esposizione dei temi   | Secondo tema | I (tonica)/III (mediante)/VII (sensibile)    | do min./mi b min./si b min.                       | 19 - 45      |
| (Scherzo)                        | Riassunto dei due temi |              | VII (sensibile)/V (dominante)/I (tonica)     | si b min./sol magg./do magg.                      | 45 - 140     |
| (Trio)                           | Tema fugato            |              | I (tonica maggiore) => V (dominante)         | do maggiore => sol maggiore                       | 141 - 160    |
| (Trio)                           | Sviluppo del fugato    |              | V (dominante)                                | sol maggiore                                      | 160 - 197    |
| (Trio)                           | Ripresa del fugato     |              | V (dominante) => I (tonica maggiore)         | sol maggiore => do maggiore                       | 197 - 235    |
| Ripresa dello Scherzo            | Primo tema             |              | I (tonica) => V (dominante)                  | do minore => sol maggiore                         | 236 – 255    |
| Ripresa dello Scherzo            | Secondo tema           |              | I (tonica)/IV (sottodominante)/V (dominante) | do min./fa min./sol magg.                         | 256 - 284    |
| Ripresa dello Scherzo            | Conclusione            |              | I (tonica)                                   | do minore                                         | 285 - 323    |
| Collegamento al quarto movimento |                        |              |                                              | la b maggiore/do min./do magg. => sol 7a maggiore | 324 - 373    |

### Allegro - Presto
Il metro musicale di questo ultimo movimento è Quattro quarti; la tonalità di base è do maggiore. L'indicazione agogica (o tempo) indicata è “Allegro”. La struttura formale è quella della forma sonata: Esposizione (battute 1 - 86) - Sviluppo (battute 85 - 206) - Riesposizione e Finale (battute 207 - 444). In quest'ultimo movimento Beethoven incrementa l'organico con l'aggiunta di un ottavino, un altro trombone e un controfagotto.

#### Esposizione
L'esposizione si articola su "due gruppi tematici":
- primo gruppo tematico alla tonica (battute 1 - 44);

- tema principale (battute 1 - 25);
- secondo tema (battute 26 - 44) o ponte modulante (o transizione);

- secondo gruppo tematico alla dominante (44 - 86);

- terzo tema (battute 44 - 63);
- quarto tema (battute 64 - 86) conclusivo dell'esposizione (o epilogo all'esposizione).

Qui l'itinerario tonale è "poco accidentato" e oscilla semplicemente fra la tonica e la limitrofa dominante. Ogni frase musicale potrebbe essere considerato un tema vero e proprio.
Primo gruppo tematico.
Inizia subito solennemente, ma anche come un "grido di liberazione e di vittoria", il tema principale alla tonica (do maggiore) esposto dagli ottoni, una fanfara esultante, in quattro battute. Tutta l'orchestra è all'unisono.[batt. 1-4]
Il tema non viene ripetuto ma viene brevemente sviluppato (battute 4 - 12) con tre gruppi successive di quartine ascendenti (ottavino, flauti, oboe e violini primi), sempre nella medesima atmosfera iniziale finché non appare un veloce motivo presentato dall'ottavino, flauti e violini primi su un accompagnamento oscillante (tonica - dominante) dal resto dell'orchestra. Il motivo, presentato per 7 battute, alla fine si trasforma (a battuta 18) in un veloce ritmo ondeggiante sulla dominante (sol maggior): è la codetta del tema principale che prepara l'entrata del secondo tema. [batt. 12 -22]
Il secondo tema (o transizione, secondo alcuni commentatori) appare a battuta 26 e conserva ancora il carattere trionfale del primo tema. È presentato dai corni insieme ad alcuni legni. Il tema inizia nell'armonia della tonica (do maggiore) per finire sulla dominante (sol maggiore). [batt. 26 - 33]
Il tema viene ripetuto una seconda volta (questa volta inizia alla dominante e si conclude sulla tonica). Quindi, a misura 34, inizia subito la codetta al tema basata sulla ripetizione di un "inciso" dei violini primi che modula subito alla dominante (sol maggiore). Per alcuni commentatori il secondo tema è proprio questo inciso che nella coda finale acquisterà una notevole importanza.
Secondo gruppo tematico.
Il terzo tema (indicato da alcuni commentatori come secondo tema) appartiene al secondo gruppo tematico armonizzato alla dominante (sol maggiore). Il tema è caratterizzato da slanciate e svettanti terzine dei violini primi che ricordano il ritmo tre brevi-una lunga del primo tempo. [batt. 44 - 49]
Il tema e soprattutto le terzine rimbalzano fra le varie sezioni dell'orchestra finché alla fine di un crescendo orchestrale una cadenza (battute 62 - 63) termina sulla dominante di dominante (re maggiore) e prepara l'entrata dell'ultimo tema dell'esposizione. Il quarto tema, definito anche come "epilogo dell'esposizione", da alcuni commentatori, è presentato dai clarinetti, fagotti e viole più volte. [batt. 63 - 67]
L'ultimo tema, uscito "dal cataclisma di forte, fortissimo e sforzando" delle battute precedenti, conclude l'esposizione similmente ad una "una grandiosa frase di congedo", mentre l'armonia si completa con una cadenza (battute 85 e 86) sul quarto grado della dominante, che non è altro che la tonica di base (do maggiore).

#### Sviluppo
Lo sviluppo (battute 85 - 206) inizia con un accordo a tutta orchestra di mi settima maggiore. Questo accordo sulla nota mi è "visto" come dominante di la maggiore: è infatti in questa tonalità che inizia lo sviluppo del terzo tema presentato dai violini primi (battuta 90). Il tema viene ripreso dall'oboe e dal flauto che insieme agli altri legni propongo un serrato contrappunto di semiminime che alla fine si risolve in un nuovo tema (un quinto tema) presentato prima dal controfagotto e archi bassi (battura 105) e poi più visibilmente dai tromboni. [batt. 112 - 118]
A poco a poco attraverso varie tonalità (sottodominante e sensibile) si raggiunge il "climax" dello sviluppo che si concretizza in un lungo pedale sulla dominante (battute 132 - 152).
Improvvisamente su un diminuendo e un pianissimo a misura 153 i violini primi propongono il secondo elemento tematico del terzo movimento nella tonalità di do minore. Cambia anche il tempo indicato: tre quarti. Anche questa fase, di breve durata (54 misure in tutto), si conclude su un pedale di dominante (sol), preparazione della ripresa del tema principale alla tonica.
Questa sezione di collegamento o interludio permette a Beethoven di "dare avvio al crescendo alla ripresa della marcia per la vittoria finale". Ma non tutti i commentatori vedono questa "bizzarria" in modo positivo, in quanto non dice nulla di nuovo e "perché allunga ancor di più questo finale pel quale la taccia di prolissità non pare invero ingiustificata".

#### Ripresa e finale
La ripresa (da battuta 207 a battuta 317) è simmetrica rispetto l'esposizione:
- primo tema (battuta 207) alla tonica (do maggiore);
- codetta del tema (battuta 218) con modulazione alla dominante (sol);
- secondo tema (battuta 232) alla tonica; l'armonia rimane alla tonica (nell'esposizione modulava alla dominante);
- terzo tema (battuta 253) alla tonica (e non alla dominante); la cadenza finale e sulla dominante;
- quarto tema (battuta 273) alla tonica.

Il quarto tema si conclude su un fortissimo a tutta orchestra (battuta 289). Di seguito riappare il terzo tema alla dominante; secondo alcuni commentatori è qui che inizia il finale; altri lo fanno iniziare poco più avanti (battuta 317) con l'esposizione di un nuovo tema ("tema del finale") prima dal fagotto, poi dai corni e quindi dal flauto. In realtà questo tema (o inciso) è direttamente ricavato dalla codetta del secondo tema (o tema della transizione).[batt. 317 - 320]
Il tema del finale (o inciso) viene riproposto poco più avanti a misura 334 dal controfagotto, ma sono gli archi che con una continua ripetizione di questo inciso (o tema della transizione secondo alcuni commentatori) in crescendo orchestrale, portano il discorso musicale verso il Presto (battuta 362 in tempo 2/2), coda finale di tutto il movimento basata sul quarto tema. La assai estesa elaborazione del motivo della transizione, prima della stretta finale, sembra interminabile, e a qualche commentatore (compreso Berlioz) finisce per stancare. Altri però definiscono questa coda finale una "superba conclusione".
Il "presto" inizia con una progressione ascendente della testa del quarto tema armonizzato sulla dominante. Un crescendo porta, a misura 404, 12 battute di cadenza V-I (dominante - tonica) che a misura 416 si concludono finalmente sulla tonica liberatoria.

#### Schema riassuntivo
| Parte                                  | Sezione                                      | Sottosezione                                 | Grado                                               | Tonalità                                  | Battute:da-a |
| -------------------------------------- | -------------------------------------------- | -------------------------------------------- | --------------------------------------------------- | ----------------------------------------- | ------------ |
| Esposizione                            | Primo gruppo tematico (tonica)               | Primo tema                                   | I (tonica) => V (dominante)                         | do maggiore => sol maggiore               | 1 – 25       |
| Esposizione                            | Primo gruppo tematico (tonica)               | Transizione o ponte modulante (Secondo tema) | I (tonica) => V (dominante)                         | do maggiore => sol maggiore               | 26 - 34      |
| Esposizione                            | Primo gruppo tematico (tonica)               | Inciso                                       | I (tonica) => V (dominante)                         | do maggiore => sol maggiore               | 34 - 44      |
| Esposizione                            | Secondo gruppo tematico (dominante)          | Terzo tema                                   | V (dominante) => II (sopratonica / dom. di dom.)    | sol maggiore => re maggiore               | 44 - 63      |
| Esposizione                            | Secondo gruppo tematico (dominante)          | Epilogo all'esposizione (Quarto tema)        | V (dominante) / I (tonica)                          | sol maggiore / do maggiore                | 44 - 86      |
| Sviluppo                               | Elaborazione del terzo tema                  |                                              | III (mediante) => VI (sopradominante)               | mi maggiore => la maggiore                | 85 – 104     |
| Sviluppo                               | Tema dello sviluppo (quinto tema)            |                                              | IV (sottodominante) / VII (sensibile)               | fa minore / si                            | 105 – 131    |
| Sviluppo                               | Lungo pedale di dominante                    |                                              | V (dominante)                                       | sol maggiore                              | 132 - 152    |
| Interludio (o sezione di collegamento) | Ritorno del secondo tema del terzo movimento |                                              | V (dominante) => I (tonica minore) => V (dominante) | sol magg. => do minore => sol magg.       | 153 - 206    |
| Ripresa                                | Primo gruppo tematico (tonica)               | Primo tema                                   | I (tonica) => V (dominante)                         | do maggiore => sol maggiore               | 207 - 231    |
| Ripresa                                | Primo gruppo tematico (tonica)               | Transizione o ponte modulante (Secondo tema) | I (tonica) => V (dominante)                         | do maggiore => sol maggiore               | 232 - 253    |
| Ripresa                                | Secondo gruppo tematico (tonica)             | Terzo tema                                   | I (tonica) => V (dominante)                         | do maggiore => sol maggiore               | 253 - 272    |
| Ripresa                                | Secondo gruppo tematico (tonica)             | Epilogo della riesposizione (Quarto tema)    | I (tonica)                                          | do maggiore                               | 273 - 293    |
| Finale                                 | Terzo tema                                   |                                              | V (dominante)                                       | sol maggiore                              | 294 - 317    |
| Finale                                 | Tema del finale                              | (inciso del secondo tema)                    | I (tonica)                                          | do maggiore                               | 317 - 361    |
| Finale                                 | Presto                                       | Quarto tema                                  | I (tonica) / V (dominante) => I (tonica)            | do maggiore / sol maggiore => do maggiore | 362 - 444    |

## Influenze sulla cultura di massa
- Le quattro note introduttive della Quinta Sinfonia sono molto famose nella cultura pop, appaiono quindi in numerose opere, generalmente indicando un momento di tensione. I riferimenti cinematografici sono molto numerosi, citiamo per esempio Fantasia 2000 (2000), Mani di velluto (1979), Omicidio! (1939), ecc.

- L'attacco della sinfonia fu usato dalle trasmissioni in italiano della famosa Radio Londra durante la Seconda guerra mondiale, in quanto in codice Morse tre punti e una linea formano l'iniziale V di Victory. Probabilmente anche per questo motivo la sinfonia viene utilizzata durante il film V per Vendetta e viene citata inoltre nella graphic novel V for Vendetta dalla quale il film è tratto.

- Nell'estate 2003 viene riadattata una cover della canzone di Robin Thicke con il titolo When I Get You Alone. La Quinta Sinfonia fu anche riarrangiata in versione disco da Walter Murphy per il film La febbre del sabato sera.

- Ritchie Blackmore, chitarrista dei Deep Purple, affermó che il riff iniziale di Smoke on the Water, uno dei pezzi più iconici e famosi della storia dell'hard rock, altro non è che le prime 4 note della Quinta di Beethoven invertite.

- Nel videogioco arcade Dragon's Lair II: Time Warp è presente Beethoven intento a comporre proprio questa sinfonia.

## Curiosità
Il celeberrimo primo movimento è stato inserito nel Voyager Golden Record, il disco d'oro di oltre cinque ore di durata contenente suoni e immagini della Terra e dell'umanità conservato nelle sonde spaziali Voyager 1 e Voyager 2.

## Discografia
- Wiener Philharmoniker, Carlos Kleiber, CD ADD 0289 447 4002 8 GOR
- Orchestre Colonne, Pierre Dervaux, Ducretet Thomson
- Festival Philharmoniker, Walter Kness, Quadrifoglio International, VDS 229
- Boston Symphony Orchestra, Erich Leinsdorf, RCA, GL 42229
- Orchestra Filarmonica di Brno, Leonid Bronsky, Vedette, 4039
- Columbia Symphony Orchestra, Bruno Walter, CBS Records, 46177
- Orchestra del Gewandhaus di Lipsia, Franz Konwitschny, Opera, 1108
- Berliner Philharmoniker, Herbert von Karajan, SKL 104
- Orchestre de la Société des Concerts du Conservatoire, Carl Schuricht, Decca Records LXT 2513
- Sergej Aleksandrovič Kusevickij, Orchestra Filarmonica di Londra, La Voce del Padrone, DB 2338/9/40/1/2
- Berliner Philharmoniker, Claudio Abbado, DG 00289 477 5864
- The Philadelphia Orchestra, Riccardo Muti, EMI Classics – 7243 5 69915 2 1

## Adattamenti cantati
Walter Murphy nel 1976 con il titolo A Fifth of Beethoven, Robin Thicke nel 2003 con il titolo When I Get You Alone. Nel 2016 questo brano è stato cantato in italiano da Elio e le storie tese con il titolo Quinto ripensamento durante il Festival di Sanremo 2016 nella serata dedicata alle cover.